# 约翰·格雷厄姆
约翰·格雷厄姆（英語：John Grahame，1975年8月31日—），美国男子冰球运动员，场上位置是守门员。他曾代表美国国家队参加2006年冬季奥林匹克运动会冰球比赛，获得第8名。